# Spatial-Cueing-Paradigma
Das Spatial-Cueing-Paradigma (engl. spatial cue: ortsbezogener Hinweisreiz) von Michael Posner ist Bestandteil von einem der drei existierenden Ansätze zur Erklärung der selektiven visuellen Aufmerksamkeit. Neben dem ortsbasierten Ansatz, zu dem auch das Paradigma des ortsbezogenen Hinweisreizes von Posner gehört, gibt es den objektbasierten, sowie den dimensionsbasierten Ansatz.

## Theorie
Michael Posner stellt dar, dass unsere visuelle Aufmerksamkeit nur auf einen bestimmten Ort mit definierter Größe beschränkt ist. Die Aufmerksamkeit, Lichtkegel (engl. Spotlight) genannt, kann willkürlich oder unwillkürlich verschoben werden. Die Annahme ist, dass Reize innerhalb des Spotlights schneller und gründlicher verarbeitet werden, als Reize außerhalb des Spotlights. Der Begriff des Spotlights wurde ebenfalls in Anne Treismans Merkmalsintegrationstheorie aufgegriffen.
Dem Spatial-Cueing-Paradigma geht eine grundlegende Frage voraus, die es im weiteren Verlauf zu beantworten gilt: Beeinflusst das Wissen über den Ort, an dem ein visuelles Signal erscheinen wird, die Effizienz unserer Informationsverarbeitung?

## Das Paradigma
Im Experiment sollten Versuchspersonen auf ein Fixationskreuz schauen, das ihnen auf einem Bildschirm präsentiert wurde. Daraufhin folgten Hinweisreize (Cues) endogener oder exogener Natur, deren Informationsgehalt darin bestand, Angaben über den wahrscheinlichen Ort des bevorstehenden Zielreizes (Target) zu machen.

### Definition der Hinweisreize (Cues)
Unter exogenen Cues ist eine nicht willentliche Orientierung des Spotlights zu verstehen. Diese funktioniert automatisch. Das kann zum Beispiel ein Lichtblitz sein, der unsere Aufmerksamkeit (Spotlight) auf sich zieht.
Ein endogener Cue erfordert zunächst eine Interpretation, auf Grundlage derer eine Orientierung des Spotlights erfolgt, die kontrolliert funktioniert. Das kann zum Beispiel ein richtungsweisender Pfeil sein, der unsere Aufmerksamkeit auf eine Seite des Displays lenkt.

### Mögliche Zustände des Paradigma
1: der valide (gültige) Durchgang bedeutet, dass der Zielreiz an dem vorhergesagten Ort erscheint

valider exogener Hinweisreiz
exogener valider Hinweisreiz, weil....
...der Zielreiz am vorhergesagten Ort erscheint

valider endogener Hinweisreiz
endogener valider Hinweisreiz, weil ...
...der Zielreiz am vorhergesagten Ort erscheint

2: der invalide (ungültige) Durchgang meint, dass der Zielreiz an dem nicht vorhergesagten Ort erscheint

invalider exogener Hinweisreiz
exogener invalider Hinweisreiz, weil ...
...der Zielreiz am nicht vorhergesagten Ort erscheint

invalider endogener Hinweisreiz
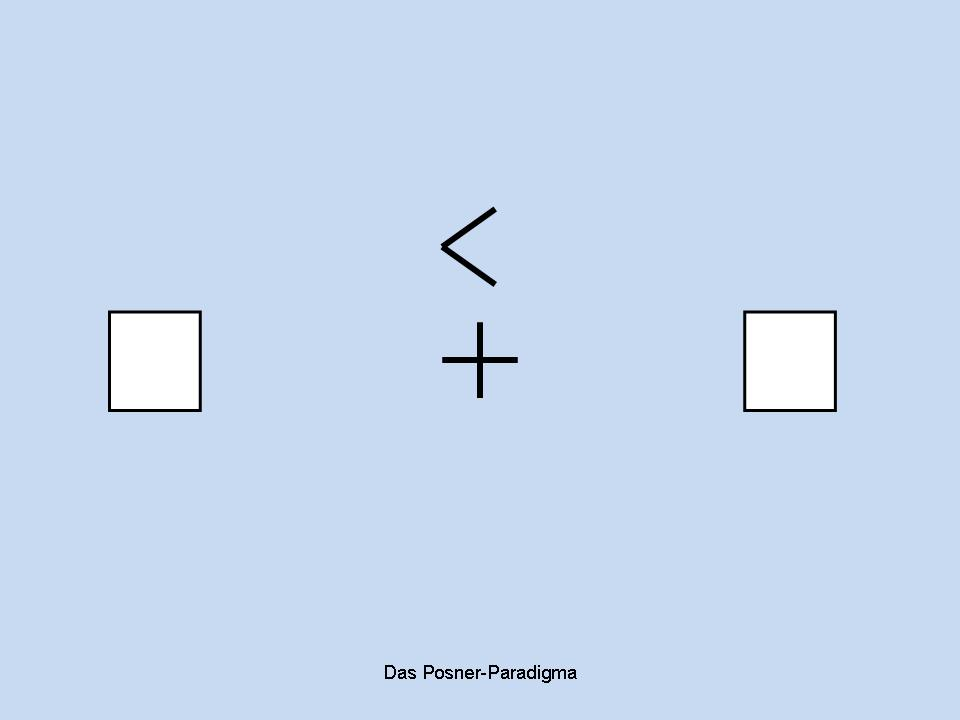
endogener invalider cue, weil....
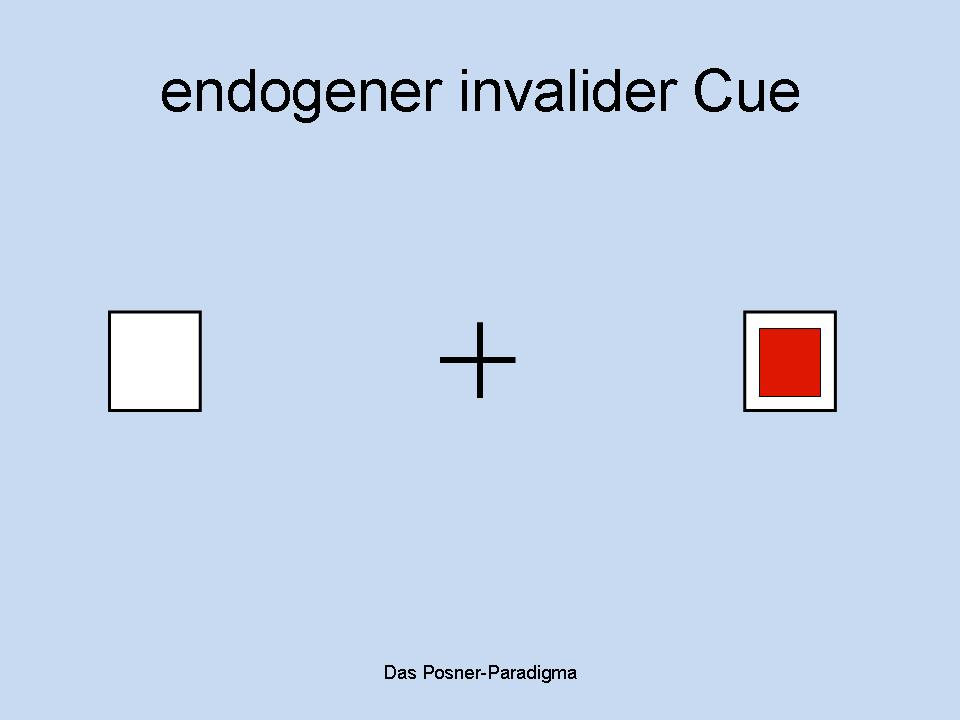
...der Zielreiz am nicht vorhergesagten Ort erscheint

3: der neutrale Durchgang erfolgt ohne einen ortsbezogenen Hinweisreiz. Lediglich ein zeitliches Warnsignal (z. B. das Aufblinken des Fixationskreuzes) informiert den Probanden über den gleich erscheinenden Zielreiz (Target).

## Ergebnisse
1. endogene Cues:

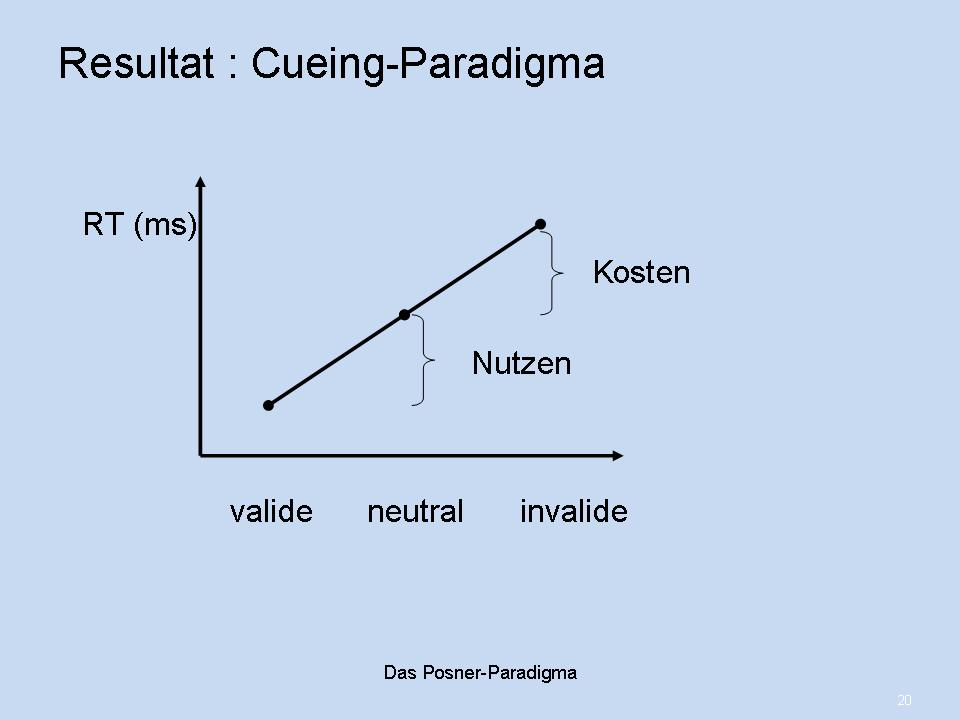
Das Posner-Paradigma

Das Diagramm veranschaulicht die Reaktionszeit auf den Zielreiz in Abhängigkeit von der Hinweisreiz-Bedingung. Es ergibt sich ein Nutzen (Reaktionszeitgewinne) für valide Durchgänge, weil der Hinweisreiz die Versuchsperson dazu veranlasst, ihre ortsbezogene Aufmerksamkeit auf den angezeigten Ort zu richten. Somit erfolgte eine schnellere und gründlichere Reizverarbeitung innerhalb dieses visuellen Feldes (Spotlight). Im Gegensatz dazu entstanden verlängerte Reaktionszeiten (Reaktionszeitverluste, Kosten) für die invaliden Durchgänge, da der Zielreiz am nichtindizierten Ort erschien und sich damit außerhalb des Spotlights befand. Die Reaktionszeitgewinne und -verluste definieren sich relativ durch die neutrale Bedingung.
2. exogene Cues:
In Abhängigkeit von der Dauer des Fixations-Target-Intervalls fallen die Ergebnisse verschieden aus.
Bei einem Intervall <200 ms sind die Reaktionszeiten für valide Cues kürzer was auf einen Vorteil gegenüber invaliden Cues hindeutet. Wird das Intervall jedoch größer, entsteht in der Bedingung der validen Cues ein Nachteil aufgrund des Phänomens der „inhibition of return“ – die Aufmerksamkeit kann, nachdem sie den Punkt aufgrund der verstrichenen Zeit verlassen hat, nicht gleich wieder darauf gerichtet werden, die Stelle ist sozusagen „abgehakt“, der invalide Targetcue ist nun im Vorteil.

### Variationen des Experimentes
Etwaige Variationen der Versuchsbedingungen erbrachten ebenfalls ähnliche Ergebnisse. Als Beispiel kann hier die Änderung der Form des Zielreizes angesprochen werden, oder auch die Art der manuellen Antwort (Taste oder Kippschalter), sowie die Änderung der Zeitspanne zwischen dem dargebotenen Hinweisreiz und dem Targetreiz (ISI).